# Pitthea abbreviata
Pitthea abbreviata là một loài bướm đêm trong họ Geometridae.